# コディーズウィッシュ
コディーズウィッシュ（Cody's Wish、2018年5月3日 - ）は、アメリカ合衆国の競走馬。
主な勝ち鞍は2022年のフォアゴーステークス、2022年・2023年のブリーダーズカップダートマイル連覇、2023年のチャーチルダウンズステークス、メトロポリタンハンデキャップ。

## 概要

### デビュー前
2018年、ケンタッキーに住むコディー・ドーマンという名の少年がいた。コディーは成人するまで生存することが稀といわれている遺伝性疾患ウォルフ・ヒルシュホーン症候群の患者であった。
コディーは馬が好きであり、地元のキーンランド協会とメイク・ア・ウィッシュ財団による『あなたの夢をかなえましょう企画』により、家族と共にゲインズボロファームを訪れることになった。その際に生後6ヶ月の鹿毛の子馬と出会うこととなった。その子馬は車椅子のコディーの膝に頭を置いて暫くの間コディーのそば傍から離れなかった。
その子馬は後にコディーの願い（Cody’s Wish）と名付けられた。

### 3歳（2021年）
6月4日ベルモントパーク競馬場の未勝利戦でジュニア・アルバラードを背にデビューして3着。ジョエル・ロサリオに乗り替わって7月28日サラトガ競馬場の未勝利戦3着、9月4日サラトガ競馬場の未勝利戦を3着、10月2日チャーチルダウンズ競馬場の未勝利戦で初勝利を挙げた。
その後は11月6日チャーチルダウンズ競馬場の条件戦をマーティン・ガルシアを鞍上に勝利して連勝。ロサリオ騎手に戻して11月28日のチャーチルダウンズ競馬場の条件戦も勝利して3連勝を挙げた。

### 4歳（2022年）
3月22日のチャレンジャーステークス(G3)にルイス・サエスを鞍上に迎えて出走するも2着に敗れた。5月7日のウエストチェスターステークス(G3)にデビュー戦以来のアルバラート騎手と組んで出走して勝利し、グレード競走初制覇を果たした。その後は7月4日の阪神ステークス(L)に出走して勝利を挙げた。
8月27日のフォアゴーステークス(G1)に出走。ジャッキーズウォリアーに次ぐ2番人気に支持された。レースは道中6番手から追い込みゴール前でジャッキーズウォリアーを並ぶ間もなく差し切って1馬身1/4差で優勝。3連勝でG1初制覇を果たした。
11月5日のブリーダーズカップ・ダートマイル(G1)では1番人気で出走。序盤では最後方8・9番手あたりで追走。向正面に入ったあたりでは先頭から10馬身ほど離れた位置にいたが、第3コーナーを迎えてから一気に進出を開始。2番人気馬サイバーナイフを目標として直線を迎えると、残り1ハロンで馬体を並べて捩じ伏せて優勝。2着サイバーナイフに1馬身3/4差を付けて4連勝で2度目のG1制覇を飾った。モット調教師はブリーダーズカップ通算11勝目でダートマイルは初制覇。アルバラード騎手はブリーダーズカップ初勝利となった。

### 5歳（2023年）

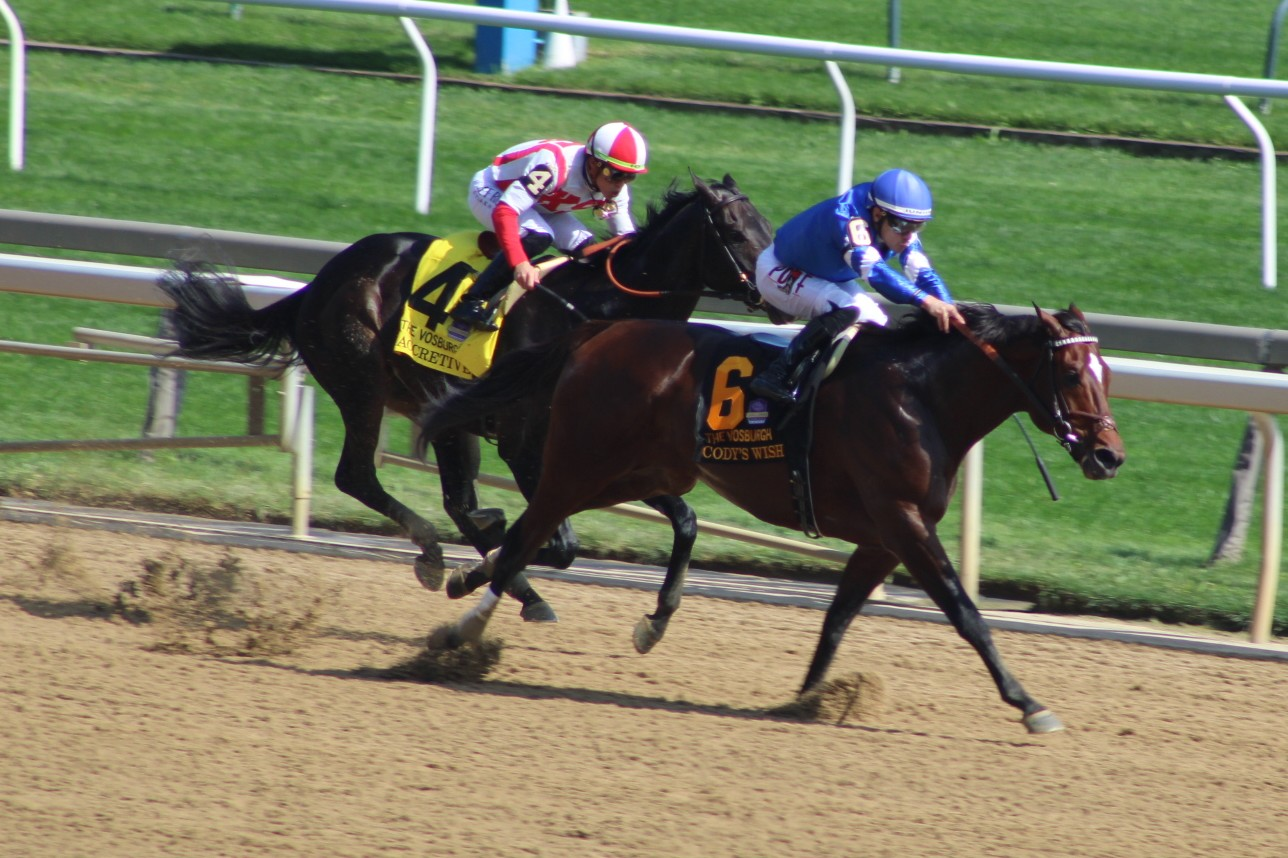
ヴォスバーグステークス

5月6日のチャーチルダウンズステークス(G1)に1番人気で出走。最後方9番手から第3コーナーで進出を始め、直線では突き抜けて2着のホイストザゴールドに4馬身3/4差を付ける圧勝で優勝。G1・3連勝を含む5連勝を果たした。
6月10日のメトロポリタンハンデャップ(G1)に出走。トップハンデ57kgを背負いながらも単勝オッズ1.6倍の支持を受けた。発馬で一完歩目が遅かったため序盤に最後方となる。中間点では後ろから2頭目の8番手で通過し、態勢を整えて第3コーナーから捲り気味で進出を開始。馬群の7頭分ほど外を回って直線の入口で先頭を奪うとそのまま差を開いて2着ゼンダンに3馬身1/4差で圧勝。圧巻の勝利でG1・4勝、6連勝とした。
その後は8月5日のホイットニーステークス(G1)に単勝オッズ1.4倍の1番人気で出走。最後方から競馬を進めるもホワイトアバリオから大きく離された3着に敗れた。
10月1日のヴォスバーグステークス(G2)に圧倒的な1番人気で出走。立ち遅れるも次ぐに立て直して2番手に押し上げ最後は流して1馬身半差を付けて勝利を挙げた。
引退レースとなった11月4日のブリーダーズカップ・ダートマイル(G1)では単勝オッズ1.8倍の1番人気の支持を受けて出走。先行集団から離れた後方2番手での追走となり、第3コーナーから内埒沿いを通って一気に進出を開始、第４コーナー地点で2番手まで押し上げて直線を迎える。直線では残り1ハロン地点のところで逃げ粘るナショナルトレジャーとの叩き合いとなり、互いに譲らず馬体をぶつけ合う接戦の末に、最後はこれをハナ差で制して先着。審議となるも着順通りまま確定して決着。ダートマイル連覇と5度目のG1制覇を果たした。
ブリーダーズカップの翌日の11月5日、本馬の名前の由来となったコディー・ドーマンが死去（17歳没）。前日のブリーダーズカップ・ダートマイルを現地で観戦しており、ケンタッキー州への帰路で亡くなった。コディーズウィッシュの所有者ゴドルフィンUSAの代表であるブライトは「コディーの死は私たちを深く悲しませましたが、彼がコディーズウィッシュとともに競馬場を旅して過ごした素晴らしい時間があったことに慰めを感じています」と哀悼の意を示した。
翌2024年の1月26日に2023年度エクリプス賞の年度代表馬及び最優秀ダート古牡馬に選出された。

## 種牡馬時代
2024年よりジョナベルファームにて種牡馬入りする。初年度の種付け料は75,000ドル。

## 血統表
| コディーズウィッシュの血統 | コディーズウィッシュの血統        | コディーズウィッシュの血統 | （血統表の出典）         | （血統表の出典）    |
| 父系                       | ミスタープロスペクター系          | ミスタープロスペクター系   | ミスタープロスペクター系 | [ § 2 ]             |
| 父 Curlin 栗毛 2004        | 父の父Smart Strike 鹿毛 1992      | Mr. Prospector             | Raise a Native           | Raise a Native      |
| 父 Curlin 栗毛 2004        | 父の父Smart Strike 鹿毛 1992      | Mr. Prospector             | Gold Digger              |                     |
| 父 Curlin 栗毛 2004        | 父の父Smart Strike 鹿毛 1992      | Classy 'n Smart            | Smarten                  | Smarten             |
| 父 Curlin 栗毛 2004        | 父の父Smart Strike 鹿毛 1992      | Classy 'n Smart            | No Class                 |                     |
| 父 Curlin 栗毛 2004        | 父の母Sherriff's Deputy 鹿毛 1994 | Deputy Minister            | Vice Regent              | Vice Regent         |
| 父 Curlin 栗毛 2004        | 父の母Sherriff's Deputy 鹿毛 1994 | Deputy Minister            | Mint Copy                |                     |
| 父 Curlin 栗毛 2004        | 父の母Sherriff's Deputy 鹿毛 1994 | Barbarika                  | Bates Motel              | Bates Motel         |
| 父 Curlin 栗毛 2004        | 父の母Sherriff's Deputy 鹿毛 1994 | Barbarika                  | War Exchange             |                     |
| 母 Dance Card 芦毛 2009    | 母の父Tapit 芦毛 2001             | Pulpit                     | A.P. Indy                | A.P. Indy           |
| 母 Dance Card 芦毛 2009    | 母の父Tapit 芦毛 2001             | Pulpit                     | Preach                   |                     |
| 母 Dance Card 芦毛 2009    | 母の父Tapit 芦毛 2001             | Tap Your Heels             | Unbridled                | Unbridled           |
| 母 Dance Card 芦毛 2009    | 母の父Tapit 芦毛 2001             | Tap Your Heels             | Ruby Slippers            |                     |
| 母 Dance Card 芦毛 2009    | 母の母Ruby Slippers 鹿毛 2001     | Editor's Note              | *フォーティナイナー      | *フォーティナイナー |
| 母 Dance Card 芦毛 2009    | 母の母Ruby Slippers 鹿毛 2001     | Editor's Note              | Beware of the Cat        |                     |
| 母 Dance Card 芦毛 2009    | 母の母Ruby Slippers 鹿毛 2001     | Tempt                      | Devil's Bag              | Devil's Bag         |
| 母 Dance Card 芦毛 2009    | 母の母Ruby Slippers 鹿毛 2001     | Tempt                      | Thinghatab               |                     |
| 母系(F-No.)                | Web(FN:1-s)                       | Web(FN:1-s)                | Web(FN:1-s)              | [ § 3 ]             |
| 5代内の近親交配            | Mr. Prospector：S3×M5×M5          | Mr. Prospector：S3×M5×M5   | Mr. Prospector：S3×M5×M5 | [ § 4 ]             |
| 出典                       | 1. 2. 3. 4.                       | 1. 2. 3. 4.                | 1. 2. 3. 4.              | 1. 2. 3. 4.         |